# Neanthes tasmani
Neanthes tasmani är en ringmaskart som beskrevs av Bakken 2002. Neanthes tasmani ingår i släktet Neanthes och familjen Nereididae. Inga underarter finns listade i Catalogue of Life.